# The Hit (film, 1984)
Pour les articles homonymes, voir The Hit.
Pour plus de détails, voir Fiche technique et Distribution.
The Hit est un film policier britannique aux accents de road movie, réalisé par Stephen Frears et sorti en 1984.

## Synopsis
Willie Parker, un truand anglais, dénonce ses complices en échange de la liberté. Il vit incognito en Espagne. Dix ans plus tard, ses ex-complices sortent de prison ; ils engagent deux « professionnels », Braddock, le vétéran, et Myron, dont c'est la première mission. Ceux-ci enlèvent Parker et traversent le pays en direction de Paris, poursuivis par la police. Parker, qui s'est préparé depuis dix ans à ce dénouement, reste d'un calme olympien et s'amuse à pousser ses ravisseurs à l'erreur.

## Fiche technique
- Titre français complet : The Hit, le tueur était presque parfait, Les Nouveaux Tueurs[1]
- Titre original : The Hit
- Réalisation : Stephen Frears
- Scénario : Peter Prince
- Producteur : Jeremy Thomas
- Société de production : Central Productions
- Musique : Paco de Lucía (générique d'Eric Clapton avec Roger Waters)
- Photo : Mike Molloy
- Pays d'origine :  Royaume-Uni
- Durée : 98 minutes
- Dates de sortie :
  - Royaume-Uni : 7 septembre 1984
  - France : 31 octobre 1984
- Classification :
  - France : tous publics lors de sa sortie en salles[2]
  - Royaume-Uni : interdit aux moins de 15 ans

## Distribution
- Terence Stamp (V.F. : Hervé Bellon) : Willie Parker
- John Hurt (V.F. : Marc de Georgi) : Braddock
- Tim Roth (V.F. : Gilles Laurent) : Myron
- Laura del Sol : Maggie
- Bill Hunter (V.F. : Jean-Pierre Moulin) : Harry
- Fernando Rey : l'inspecteur de police
- Willoughby Gray : le juge
- Jim Broadbent : l'avocat
- Lennie Peters : Corrigan

## Autour du film
L’écrivain Peter Prince qui a composé le scénario du film s’est inspiré d’un récit de l’écrivain et journaliste américain Ambrose Bierce (1842-1914) : Parker Adderson, Philosopher (1891). Enrique Seknadje écrit à ce propos : "Le nom donné au personnage incarné par Terence Stamp vient donc de là. Pendant la Guerre de Sécession, un espion nordiste, Parker Adderson, est fait prisonnier par les Confédérés et va être exécuté. Parker discute durant la nuit avec l’officier sudiste qui a signé l’arrêt, le Général Clavering. Parker, tel Épicure, devise sur l’inexistence de la Mort face à son interlocuteur hébété et qui, lui, la craint manifestement. Mais quand il apprend qu’il ne sera pas pendu, mais exécuté, et avant l’aube, il est pris d’effroi, se rebelle et blesse le Général. Il est passé par les armes" .